# Karel III Willem van Baden-Durlach
Karel III Willem van Baden-Durlach (Durlach, 27 januari 1679 - Karlsruhe, 12 mei 1738) was van 1709 tot 1738 markgraaf van Baden-Durlach. Hij behoorde tot het huis Baden.

## Levensloop

### Vroege jaren
Karel Willem was de tweede zoon van markgraaf Frederik VII van Baden-Durlach en Augusta Maria van Holstein-Gottorp. Zijn oudste broer was reeds in 1672 negen maanden na de geboorte gestorven, waardoor Karel Willem onmiddellijk als erfopvolger werd geboren. 
Karel Willem, bekend voor zijn uitspraak Chaos in de wereld zal altijd gestart worden door een hand, studeerde achtereenvolgens in Utrecht, Genève en Lausanne. Na zijn studies deed hij een grand tour door Engeland, Zweden en Italië. Vervolgens trad hij in militaire dienst. Hij werd opgeleid door markgraaf Lodewijk Willem van Baden-Baden, een verre neef van hem die ook bekend was onder de naam Lodewijk de Turk, bracht het tot kolonel onder Lodewijk Willem en nam deel aan verschillende oorlogen. Na het einde van zijn militaire loopbaan volgde hij in 1709 zijn overleden vader op als markgraaf van Baden-Durlach.

### Militaire loopbaan
Waarschijnlijk geïnspireerd door het voorbeeld van zijn verre neef Lodewijk Willem van Baden-Baden, ontwikkelde Karel Willem een diepe interesse in militaire zaken. Hij begon zijn militaire loopbaan in 1694 als soldaat in het keizerlijke leger van het Heilige Roomse Rijk. Later zou hij als kolonel deelnemen aan het beleg van Casale Monferrato.
De Beierse afleidingsfase van de Spaanse Successieoorlog betrok het zuiden van Duitsland in deze oorlog en de markgraven van Baden-Baden en Baden-Durlach raakten in een moeilijke positie tussen de bondgenoten Beieren en Frankrijk, waarbij ze heel wat problemen leden. Om de vereniging van de Beierse en Franse troepen te vermijden, plaatste het Heilige Roomse Rijk een leger onder leiding van Lodewijk Willem van Baden-Baden aan de Opper-Rijn. Hierbij moest Lodewijk Willem de Franse troepen onder leiding van Claude Louis Hector de Villars bekampen.
Karel Willem zelf verwierf tijdens deze oorlog zijn militaire prestaties, waarin hij van 1702 tot 1709 als hoger geplaatste officier actief bij betrokken was. Toen de Spaanse Successieoorlog uitbrak, werd Karel Willem benoemd tot generaal-majoor van de Zwabische Kreitstroepen, die behoorden tot het leger van Lodewijk Willem van Baden-Baden. In 1702 raakte Karel Willem gewond tijdens het beleg van Landau en op 14 oktober 1702 vocht hij mee in de slag bij Friedlingen. Op 20 september 1703 vocht hij in de Eerste Slag bij Höchstadt, waarbij hij samenwerkte met Leopold I van Anhalt-Dessau om de terugtrekking van de verslagen troepen onder leiding van Herman Otto II van Limburg Stirum te beveiligen. Voor zijn diensten werd hij gepromoveerd tot generaal-veldmaarschalk-luitenant, een rang die hij al ontvangen had van de Zwabische Kreits na de slag bij Friedlingen. 
In het verdere verloop van de oorlog vocht hij in 1704 onder prins Eugenius van Savoye in de slag bij Blenheim, waarbij hij nipt aan de dood ontsnapte. Hij kon zich ook onderscheiden tijdens het beleg van Landau en tijdens de verdediging van de Stollhofen-Bühl-linie en werd om deze reden in 1705 gepromoveerd tot de rang van generaal-veldtochtmeester. Daarnaast vocht hij met veldmaarschalk Johann Karl von Thüngen aan de Rijn en in de Elzas. In 1707 was hij opnieuw actief in het verdedigen van de Stollhofen-Bühl-linie. Zijn actieve militaire loopbaan eindigde in 1709 toen hij markgraaf van Baden-Durlach werd. Na het einde van de Spaanse Successieoorlog werd hij in 1715 als dank voor bewezen diensten gepromoveerd tot keizerlijk generaal-veldmaarschalk.

### Karel Willem als tulpenliefhebber
Karel Willem was ook actief als bloemenverzamelaar. In de paleistuin van het Kasteel Karlsburg in Durlach plantte hij een redelijk grote bloemencollectie aan. Een catalogus opgesteld in 1713 lijstte 2121 bloemenvarianten op, waarbij de tulpen domineerden met 1163 varianten. Hij bemachtigde deze tulpen vanuit de Republiek der Zeven Verenigde Provinciën en ondernam in 1711, in 1723 en in 1729 drie trips daar. 
Naast bloemen plantte hij ook heel wat exotische bomen. In de paleistuinen van Karlsruhe en Durlach stonden ongeveer 7000 sinaasappelbomen. In de paleistuin van Karlsruhe stonden in 1733 ook ongeveer 5000 tulpen. De meeste soorten bloemen waren vertegenwoordigd met slechts 10 tot 100 bloembollen, maar sommige soorten kenden een explosieve groei en vier soorten omspanden zelfs 10.000 tot 84.000 stuks. Deze bloementuinen betekenden echter een enorme belasting voor de financiën van het kleine markgraafschap Baden-Durlach, omdat zeldzame tulpenbollen bijna de helft van een jaarlijks knechtenloon kon kosten. Karel Willem werkte ook zelf soms in de tuin en liet de tuinmannen ook regelmatig rapporteren over de groei en het welzijn van zijn planten. Zijn hobby werd uiteindelijk zelfs zijn dood: zo overleed hij in 1738 nadat hij een beroerte had gekregen terwijl hij bloemen plantte en hij zijn tulpenbed hakte.
Ook gaf Karel Willem de opdracht om verschillende plantenvarianten uit zijn botanische tuin te laten documenteren door realistische schilders. Zo liet hij minstens 6000 aquarellen van zijn planten na. De best gekende aquarellen waren deze die gegroepeerd werden in de zogenaamde tulpenboeken en dit waren er waarschijnlijk ongeveer 5300. Slechts twee volumes van dit boek overleefden een brand in de Staatsbibliotheek van Baden in september 1942 veroorzaakt door de fosforluchtbommen waarmee Duitsland tijdens de Tweede Wereldoorlog werd gebombardeerd, waardoor het grootste deel van de wetenschappelijke collectie vernietigd was. Het eigenaarschap van de twee overgebleven tulpenboeken werd in 2009 opgelost door een overeenkomst tussen de staat Baden-Württemberg en het huis Baden, waarbij de staat de twee boeken aankocht. 

### De stichting van Karlsruhe
Na de splitsing van het markgraafschap Baden in 1535, was de hoofdstad van het markgraafschap Baden-Durlach, het noordelijke deel van het vroegere markgraafschap Baden, oorspronkelijk Pforzheim. Dit bleef zo tot in 1565, toen markgraaf Karel II van Baden-Durlach om onbekende redenen zijn residentie verhuisde naar Durlach. Karel II veranderde het toen middeleeuwse kasteel Karlsburg in een paleis. Tijdens de Negenjarige Oorlog werd het paleis in 1689 door de Franse troepen platgebrand en in 1691 werd het paleis opnieuw geplunderd. 
Toen markgraaf Frederik VII van Baden-Durlach in 1698 terugkeerde uit zijn ballingschap in Bazel, werd het paleis herbouwd. De economie van Baden-Durlach had echter zeer hard geleden onder de oorlog, waardoor het onmogelijk was om zijn grote plan te kunnen ondersteunen. Nadat de eerste twee paleisvleugels waren gebouwd, werd in 1703 beslist om de bouw van het nieuwe paleis te beëindigen. Karel Willem besloot daarop om voor zichzelf een nieuw paleis te bouwen op de vlaktes van het bos Hardtwald ten westen van de stad Durlach. De redenen waarom hij voor deze plaats koos, zijn niet bekend. Buiten zijn conflicten met de burgers van Bazel, wordt gezegd dat Karel Willem wou vluchten van het gezelschap van zijn vrouw, van wie hij niet hield, en dus de stad Durlach wou verlaten. Op 17 juni 1715 werd de eerste steen van het paleis Karlsruhe gelegd. Het centrale gebouw van dit paleis en van de hele stad Karlsruhe was de zogenaamde Loden Toren.
Vanuit deze centrale toren liepen 32 lanen in alle richtingen. Deze lanen hadden allemaal dezelfde afstand en vormden de sectoren van een cirkel. Dit stadspatroon kenmerkt Karlsruhe vandaag de dag nog altijd. De constructie van het paleis en de stad verliep zeer vlot en op 5 juli 1717 hield hij zijn eerste audiëntie in dit paleis. In 1718 verhuisde het koninklijk hof naar dit paleis en in 1719 gaf Karel Willem zijn hofambtenaren het bevel om naar Karlsruhe te verhuizen, tot spijt en woede van de inwoners van Durlach. Om de toestroom van inwoners op gang te brengen stelde hij op 24 september 1715 een decreet op waarin hij de inwoners van Karlsruhe wettelijke, religieuze en financiële privileges schonk. Zijn opzet slaagde en in 1719 had Karlsruhe al 20.000 inwoners. De snelle bevolkingstoename en het gebrek aan geld betekenden echter dat alle woningen, behalve het loden dak van de centrale toren van het paleis, in hout moesten gebouwd worden. De houten huizen werd daarna rood geschilderd, waardoor Karlsruhe ook wel de Rode Stad werd genoemd. De houten constructies verhoogden echter het risico op brand en in 1747 was het zover: zowel het paleis als de stad brandden onvermijdelijk volledig af, waarna alles in steen herbouwd werd.

### Karel Willem als absoluut heerser
Kort nadat hij in 1709 markgraaf van Baden-Durlach was geworden, breidde zijn gebied fors uit met 29 vierkante mijlen (75 vierkante kilometer) en kreeg zijn gebied er ongeveer 70.000 inwoners bij. Er waren slechts twee belangrijke steden: Pforzheim en Durlach. Er had zich geen zelfvertrouwende middenklasse ontwikkeld en er was vrijwel geen grondbezittende adel. De Staten waren reeds in 1668 door markgraaf Frederik VI van Baden-Durlach van hun macht ontheven. Na het einde van de Spaanse Successieoorlog in 1714 bleek de administratie van zijn regeringsgebied in een slechte staat te zijn. Toen Karel Willem zijn absolutische ambities wilde nastreven, kreeg hij met weinig weerstand te maken. Hij richtte de regering en de administratie naar zijn persoon en controleerde verschillende officiële lichamen persoonlijk. Hij introduceerde ook een algemene audiëntie, die hij elke week hield en waarbij hij openstond voor alle onderwerpen. Dit diende ook om de controle van zijn land te verbeteren.

### De ontwikkeling van een gewijd overheidsapparaat
De door de Spaanse Successieoorlog verstoorde communicatie van de heersers - die vaak in Bazel in ballingschap waren - aan de ene kant en de staatsregering in Durlach en de ambtenaren in de wijd verspreide districten aan de andere kant, had ervoor gezorgd dat de ambtenaren autonoom opereerden, waarbij ze openlijk de instructies van de centrale regering negeerden. Staatsambtenaren dienden vaak alleen hun eigenbelang, corruptie en verduistering waren wijdverspreid en de staat dienen beschouwden de ambtenaren enkel als bijzaak. 
Karel Willem begon zijn regering met een verklaring van zijn principes. In 1709 en 1710 voerde hij reglementering in waarbij de ambtenaren voortaan absolute gehoorzaamheid verschuldigd waren aan de markgraaf en die ambtenaren verplichtte om alleen nog maar de belangen van de markgraaf en zijn dienaren te dienen. Slecht werk leveren en nalatig zijn werden voortaan bestraft met een loonsverlaging. Corruptie en geldverduistering vocht Karel Willem aan met harde straffen en ook nam hij voor de staat getuigen en klokkenluiders in dienst die misstanden moesten melden. De grootte van het probleem wordt geïllustreerd met het feit dat Karel Willem tijdens zijn regering vijf regelgevingen tegen omkoping moest invoeren. Bij iedere benoeming of promotie moest een ambtenaar een speciale eed zweren waarbij ze moesten verklaren dat ze hun plicht steeds zouden vervullen.
Hoewel het betalen van ambtenaren veel moeilijker verliep dan in grotere gebieden zoals Beieren en hun inkomen daalde door de activiteiten van Karel Willem, slaagde hij er tijdens zijn actieve regeerperiode in om een gewijd overheidsapparaat te creëren en dit maakte het effectieve beleid veel gemakkelijker voor zijn opvolgers.  

### De economische heropleving van Baden-Durlach
Toen Karel Willem in 1709 het markgraafschap Baden-Durlach erfde, had het land zeer veel schulden en de economische activiteit stond nog op een rampzalig niveau. De doelen van zijn economische beleid waren om de omzet te beveiligen door een betrouwbaar overheidsapparaat te creëren en een groot gebiedsverlies te vermijden via borgstellingen. Karel Willem volgde de economische theorie van het mercantilisme. Deze twee doelstellingen van Karel Willem waren echter gekenmerkt door de enorme tegenstelling van de speciale luxes die hij zichzelf gunde en de algemene spaarzaamheid waarmee hij het land regeerde. In 1732 startte hij een streng fiscaal programma op. Deze drastische bezuinigingsmaatregelen beschermden zowel het koninklijke huishouden als de burgerlijke ambtenaren en voortaan werd iedereen eerlijk belast. 
Om de hoge schuldenlast te verminderen voerde Karel Willem in het begin van zijn regering monopolies in op de verkoop van ijzer, zout en tabak. Deze monopolies werden verhuurd aan handelaren en waren in combinatie met maatregelen om het winstgevende smokkelen te controleren en met controles die monopoliemisbruik moesten voorkomen.
Retributies, accijnzen, taksen, emolumenten, herendienst en het tegenhouden van geld betaalbaar door Joden had toen al een lange traditie. De eigendomtaks werd neergezet als een maandelijkse som, maar de belastinginkomsten werden verhoogd door het jaar simpelweg in 18 en later zelfs 20 fiscale maanden te verdelen. Karel Willem introduceerde ook een vroege vorm van een begroting om zo in staat te zijn om de belastinginkomsten aan te passen aan de voorziene uitgaven. In deze omstandigheden kan de daling van de staatsschuld met 1 miljoen florijnen gedurende de eerste vijftien jaar van zijn regering beschouwd worden als een opmerkelijke prestatie. Tussen 1732 en de troonsbestijging van zijn kleinzoon Karel Frederik in 1746 daalde de staatsschuld met nog eens 800.000 florijnen en daarboven op werd een fortuin van ongeveer 900.000 florijnen opgehoopt, dat de basis legde voor de economische hervormingen van zijn kleinzoon.

### De economische ontwikkeling van Baden-Durlach
Geïnspireerd door de voorbeelden van Groot-Brittannië en Frankrijk, wilde Karel Willem ook een industriële sector in zijn land ontwikkelen. Hij realiseerde zich echter niet dat de vereisten, de ondernemers en opgeleide werknemers compleet ontbraken. Zijn pogingen om een verwerkende industrie te creëren en te behouden via stimulatie en protectionisme zouden vroeg of laat mislukken. Na deze ontnuchterende ervaring besloot Karel Willem zich te richten op het onderwijs. Zo opende hij in 1718 in Pforzheim een staatsweeshuis. Ook begon hij een machinefabriek waarin werkers opgeleid werden. De activiteiten en de kring van betrouwbare mensen werden geleidelijk uitgebreid, zodat de fabriek op het hoogtepunt ongeveer 250 mensen tewerkstelde. Uiteindelijk mislukte de poging om zo een industriële sector te ontwikkelen door mismanagement en omdat de producten van de fabriek geen competitieve prijs hadden. Niettemin kan Karel Willem op het randje beschouwd worden als een pionier van de verplichte scholing.
In het begin van zijn regeerperiode zorgde Karel Willem ervoor dat de doorvoerhandel van Frankfurt en Bazel verplaatst moest worden naar de linkerzijde van de Rijn door dure taksen en administratieve pesterijen in te voeren. Later paste hij dit aan en begon hij ook te investeren om het wegennetwerk uit te breiden. De export van het markgraafschap Baden-Durlach werd beperkt tot wijn en graan en de import werd beperkt door een protectionistische politiek te voeren. De binnenlandse handel was in handen van de Joden, omdat andere bevolkingsgroepen handel iets oneerlijks vonden.
De managementmethodes in de landbouw waren ouderwets en de productie werd grotendeels belemmerd door de herendienst. Karel Willem beval daarom om aardappelen en tabak te cultiveren. Ook promootte hij de renovatie van de door de oorlog verwoeste wijngaarden en introduceerde hij een staatsmagazijn voor graan om extreme prijsstijgingen veroorzaakt door misoogsten tegen te gaan.
De economische politiek van Karel Willem werd gekenmerkt door vele evidente en creatieve initiatieven die nuttig bleken voor de economische hervormingen die zijn kleinzoon Karel Frederik later zou doorvoeren.

### De stichting van een badhuis
In 1719 stichtte hij een badhuis onder de Sint-Barbarakapel in Langensteinbach dat tot ver buiten Baden-Durlach in de 18e eeuw bekend stond als een koninklijk bad. De gemeente Karlsbad werd in 1971 naar dit badhuis vernoemd.

### Overlijden
Karel Willem overleed in 1738 in Karlsruhe terwijl hij bloemen aanplantte en zijn tulpenbed hakte en plots een beroerte kreeg. Zijn lichaam werd overgebracht naar de crypte van de Concordiakerk in Karlsruhe, in overeenkomst met zijn laatste wil. Zijn ingewanden en zijn hart werden uit zijn lichaam gehaald en begraven in de crypte van de Kasteelkerk in Pforzheim. De capsule die zijn hart bevat, die in de kist van zijn weduwe werd geplaatst, is vandaag verdwenen.
Tot op de dag van vandaag staat een piramide op de marktplaats van Karlsruhe over de locatie waar het lichaam van Karel Willem begraven werd. Op de piramide staat zijn geboortedatum verkeerdelijk op 18 januari 1679, terwijl Karel Willem na het aannemen van de gregoriaanse kalender in 1700 zijn verjaardag op 27 januari vierde. Dit zou bij de juliaanse kalender, die bij de geboorte van Karel Willem nog geldig was in Baden-Durlach, betekenen dat hij niet op 18 maar op 17 januari 1679 geboren werd. 
Omdat zijn zoon Frederik gestorven was voor Karel Willem zelf, volgde zijn kleinzoon Karel Frederik hem op als markgraaf van Baden-Durlach. Omdat die slechts 10 jaar oud was, werd Karel Willems neef Karel August tot in 1746 regent.

## Huwelijk en nakomelingen
Op 27 juni 1697 huwde Karel Willem met Magdalena Wilhelmina van Württemberg (1677-1742), dochter van hertog Willem Lodewijk van Württemberg. Ze kregen drie kinderen:
- Karel Magnus (1701-1712), erfprins van Baden-Durlach
- Frederik (1703-1732), erfprins van Baden-Durlach
- Augusta Magdalena (1706-1709)

Karel Willem stond bekend om zijn extravagante levensstijl en had heel wat minnaressen. Omdat hij deze levensstijl ook al had voordat hij het paleis van Karlsruhe liet bouwen, besloot zijn vrouw in 1715 om in het Kasteel Karlsburg in Durlach te blijven wonen en niet naar Karlsruhe te verhuizen. Vanaf dan leefde het echtpaar gescheiden.
In 1696 kostte zijn extravagante levensstijl Karel Willem de kans om de Zweedse troon te bestijgen. Hij was naar Stockholm gereisd omdat het Zweedse hof hem als mogelijke echtgenoot van prinses Hedwig Sophia zag, de dochter van koning Karel XI van Zweden. Hij maakte het daar echter zo bont, dat ze aan het Zweedse hof uiteindelijk niets meer van hem moesten weten.